# Retábulo de São João
O Retábulo de São João (também designado por Tríptico dos dois santos João ou Tríptico de São João Baptista e São João Evangelista) é um painel a óleo sobre carvalho de grande dimensão com dobradiças de c. 1479 pintor flamengo Hans Memling. Foi encomendado em meados da década de 1470, em Bruges, para o Antigo Hospital de São João (Sint-Janshospitaal) durante a construção de uma nova abside. Está assinado e datado de 1479 na moldura original  – a data de instalação – e encontra-se no hospital no museu Memling.

## Descrição
O retábulo consiste em cinco pinturas, com um painel central interior e duas alas duplas. As pinturas na parte de trás das alas ficam visíveis quando o retábulo é fechado, e mostram os patronos do hospital acompanhados pelos seus santos protetores. O interior tem um painel central com a Virgem Maria no trono e o Menino Jesus ladeado por santos; a ala esquerda mostra episódios da vida de São João Baptista com ênfase na sua decapitação; a ala direita mostra o apocalipse tal como narrado por São João Evangelista, na ilha de Patmos.
O Retábulo de São João é um dos trabalhos mais ambiciosos de Memling, e partilha de cenas quase idênticas com outras duas obras: o Tríptico Donne, na National Gallery em Londres, e a  Virgem e o Menino com as Santas Catarina de Alexandria e Bárbara, no Metropolitan Museum of Art, de Nova Iorque.

## Antecedentes e comissão
Hans Memling comprou a cidadania em Bruges no final de 30 de janeiro, o que sugere que ele foi uma chegada recente à cidade. Ele provavelmente veio de Bruxelas onde ele havia sido aprendiz de Rogier van der Weyden. Em Bruges ele estabeleceu-se como um pintor com bastante rapidez. Embora pareça estar ausente da cidade para a celebração do casamento de Charles the Bold e Margaret de York em 1468, o historiador de arte James Weale especula que Memling poderia ter ido para a Inglaterra para executar um retrato de noiva, encomendado por Charles the Bold ou seu pai Philip the Good. De acordo com Weale, a posição de Memling em Bruges foi garantida pelos Duques da Borgonha.
O Antigo Hospital de São João (Sint-Janshospitaal) era um dos quatro hospitais públicos da cidade. Estabelecido no final do século XII, foi primeiramente dedicado a João Evangelista, e posteriormente a dedicação foi ampliada para incluir João Batista. As autoridades civis de Bruges financiaram o hospital e supervisionaram sua direção até a década de 1440, quando uma crise fiscal os levou a diminuir o financiamento e aumentar sua supervisão. Na época, os padres e irmãs do hospital se colocaram sob a autoridade do bispo de Tournai, Jean Chevrot, juntamente com o príncipe Filipe, o Bom. Na década de 1470, os mestres e os tesouros dos hospitais não apenas evitavam a falência, mas acumulavam um excedente para gastar em expansão.
O retábulo provavelmente foi encomendado em meados da década de 1470 para a nova abside do hospital (nicho ou recinto semicircular ou poligonal, de teto abobadado, situado nos fundos ou na extremidade de uma construção ou de parte dela.), e quase certamente completada em 1479. O quadro central está inscrito em latim OPUS. IOHANNES MEMLING. ANNO. M. CCCC. LXXIX,  A data fornece pistas aos doadores nos painéis exteriores;  e porque um deles morreu em 1475, os estudiosos confiam em uma data de início antes desse ano. Memling provavelmente começou a trabalhar na peça já em 1473, quando o hospital passava por uma reforma para estender a sua enfermaria que contava com 240 camas, servindo cerca de 500 pessoas. Como nos hospício de Beaune, os pacientes em Antigo Hospital de São João poderiam seguir a Liturgia das Horas a partir de suas camas. 
A localização de prestígio do retábulo, juntamente com seu escopo e execução, garantiu comissões adicionais para o Memling.  Os prelados Agostinianos, que foram autorizados a possuir propriedades, pediram várias outras obras dele, incluindo o Santuário de Santa Ursula, o Tríptico de Jan Floreins e o Tríptico de Adriaan Reins. Estes são exibidos hoje no museu Memling, localizado em uma sala adjacente à enfermaria original. Apesar de serem os trabalhos originais de Memling, o retábulo passou por um processo excessivo de limpeza, afetando sua condição. 

## Painéis Exteriores
Os painéis exteriores contêm tanto santos quanto doadores; neles os doadores se encontram ajoelhados, voltados para dentro para o painel central. Estes painéis exteriores são incomuns para os trípticos devocionais do período em que os doadores se encaram, aparentemente sem um objeto por sua devoção; a convenção usual era mostrar-lhes enfrentando santos. Os historiadores da arte especulam que Memling pretende enfatizar a importância das cenas devocionais nos painéis interiores, fazendo com que os doadores olhem diretamente para a abertura entre as portas do painel.
O painel esquerdo representa o Santo António Abade (um santo comumente associado à doença e à cura na Idade Média) com seu porco emblemático e St James atrás dois doadores do sexo masculino, identificados como Anthony Seghers, mestre do hospital e o irmão James Ceuninc. Seghers se juntou ao hospital como um irmão em 1445 e, em 1461 foi promovido a mestre do hospital, uma posição que ocupou intermitentemente até sua morte em 1475. Ele encara o centro do painel, flanqueado por seu santo padroeiro, Antonio, que se apoia em uma Cruz Tau com uma mão e segura uma bíblia na outra. Ceunic, um padre do hospital de 1469 e um tesoureiro entre 1488 e 1490, ajoelha-se à esquerda atrás de Seghers. Seu santo padroeiro, Thiago (identificável por seus atributos de pessoal de peregrino e chapéu), está atrás dele.
O painel direito mostra St Agnes e St Clare de pé atrás das doadoras do sexo feminino, Agnes Casembrood, governanta do hospital e irmã Clara van Hulson. Casembrood está de frente para o centro. Ela se juntou ao hospital em 1447, tornou-se governanta em 1455 e permaneceu nesse escritório até sua morte em 1489. Seu homônimo, St Agnes, é identificado pelo cordeiro ao seu lado. Van Hulson era uma irmã do hospital de 1427 até morrer em 1479; ela se ajoelha diante de Santa Clara, que segura uma custódia.
Ao contrário de seus antecessores, Jan van Eyck e Rogier van der Weyden, que tipicamente pintaram asas exteriores em Grisaille, Memling mostra os santos de maneira realista. Embora os doadores no retábulo de Ghent de Van Eyk e o retábulo de Beaune van der Weyden também sejam pintados de forma realista, eles são colocados dentro de nichos arquitetônicos separados dos santos da grisalha semelhantes a uma estátua adjacente.  Memling quebra com essa tradição nestes painéis exteriores, mas a paleta subjugada que ele usa mantém os aspectos de grisaille. Os doadores estão vestidos com seus hábitos agostinianos; os dois homens de preto e as duas mulheres de preto e branco. Os santos estão vestidos com roupas monocromáticas.  São Thiago usa um manto azul claro e São Antônio é cinza. Santa Agnes está vestida de verde e Santa Clara de Assis também está com um hábito escuro. Embora as figuras pareçam estar em dois ambientes, eles estão fechados em um único espaço raso, com paredes de pedra por trás, arcos de trevo acima e duas colunas que adornam as bordas mais externas. As asas abertas são divididas por uma coluna única que tem a aparência de duas colunas separadas.
A arte holandesa no século XV era tipicamente devocional, com para atrair o espectador a um estado meditativo de devoção pessoal e até mesmo a "experiência de visões milagrosas".  O historiador de arte Craig Harbison acredita em Memling, quando comparado para van der Weyden, é "menos exaltado", mais "terra-a-terra" (mais terrena) e que os painéis exteriores nesta peça podem representar uma popularização dos conceitos anteriores de van der Weyden.  Memling mostra claramente que os doadores são separados da representação da visão religiosa nos painéis do interior. O movimento do reino terrestre para o celestial, freqüentemente representado com escultura grisaille no trabalho de van Eyck e van der Weyden, é aqui menos óbvio. O retábulo de São João foi criticado por ter os doadores meramente "rezando para o nada", mas Harbison afirma que Memling mostra claramente a distinção entre as figuras mundanas do exterior e as figuras bíblicas nos painéis do interior e esclarece os "níveis da realidade "entre os dois conjuntos de imagens. Harbison escreve sobre Memling que "ele implicou mais fortemente do que os artistas anteriores, que é uma oração de doadores que colmam a lacuna ou o crack que leva ao coração visionário do tríptico". Os painéis internos deveriam proporcionar uma visão religiosa pessoal para os doadores de fora.

## Painéis Interiores
As portas articuladas se abrem para painéis interiores vividamente coloridos.  O ponto focal central é a Virgem e Criança entronizadas com santos, o painel esquerdo descreve a decapitação de João Batista com João Evangelista oposto à direita.  Como uma peça devocional, apresenta uma narrativa, destinada a imitar uma visão que os doadores ou espectadores experimentariam ao visualizar os painéis internos. De acordo com Blum ao contrário da maioria dos retábulos desses tipos, o Memling não apresenta um único foco iconográfico unificador e é bastante generalizado com temas que parecem inadequados para sua localização específica, de acordo com Blum. Ela especula que os doadores podem ter escolhido a iconografia específica, que "celebrou os santos de intercessão no interior". É uma pintura incomum em que parece "ter desempenhado uma função dupla: a da propiciação pessoal e a do retábulo público, que retratou o papel da comunidade religiosa no hospital e venerou os santos que podem favorecer particularmente os enfermos".  A iconografia reflete a existência dos padres e irmãs do hospital, com uma devoção silenciosa justaposição contra a luta ativa contra a doença, confirmada na escolha dos santos patronos.  João Evangelista com livro na mão, representa a vida tranquila e contemplativa; A decapitação de João Batista é uma cena de ação e, segundo Blum, "o final dramático final de uma das vidas mais ativas de qualquer santo cristão".
Os painéis captam a essência do estilo de Memling, que Ridderbos descreve como sereno e cheio de "paz sublime". A decapitação do Batista retratada por Memling, é subjugada e restrita, e as cenas apocalípticas no painel oposto são "mais poéticas do que horríveis". Maryan Ainsworth diz que mostra uma composição cuidadosamente equilibrada, pintada com cores claras e claras. Memling atendia a clientes estrangeiros, a maioria italianos, e ele se tornou conhecido por seu estilo único que combinava elementos italianos do sul com os da tradição holandesa do norte.  Ele justa-posicionou "uma monumentalidade italiana e uma simplificação da forma com um sentido do norte da atmosfera e da luz em um formato que muitas vezes colocava seus assuntos diante de um cenário de paisagem inspirada localmente", de acordo com Ainsworth.

### Casamento Místico de Santa Catarina
O painel central, chamado o casamento místico de Santa Catarina, descreve Maria sentada em um trono sob um baldaquino coberto com brocado luxuoso.  Dois serafins pairam diretamente debaixo do dossel, segurando sua coroa; eles usam roupões azuis profundos e, na versão não limpa, têm rostos e mãos azuis, um estilo evocador de pintores holandeses anteriores, como van der Weyden e Robert Campin. Cristo fica no colo de sua mãe, segurando uma maçã em uma mão e deslizando o anel no dedo de Santa Catarina para significar o casamento místico com a outra mão.
A Santa Catarina de Alexandria, santa padroeira das freiras, fica à esquerda do trono com seus emblemas, a roda quebrada sobre a qual foi torturada e a espada usada para decapitar-lá.  Ela usa uma coroa e está vestida com um sobretudo sobre uma dispendiosa saia de brocado, símbolos de status real. Santa Bárbara, patrono dos soldados, fica oposta a ler um livro de orações em frente ao emblema dela (a torre em que o pai a prendeu), que é moldado como uma custódia destinada a manter o pão sacramental. Weale pensou que Catherine era um retrato inicial de Mary of Bourgogne e que Barbara de Memling é talvez a primeira semelhança de Margaret of York.
O painel central é geralmente considerado uma "conversação sacra" (Virgem e Criança mostrada com santos do sexo feminino e masculino) e menos frequentemente como "Virgem entre mulheres jovens" (Virgem e Criança mostrada com santos virgens); destruindo as linhas entre os dois, não adere estritamente a qualquer convenção. Um subgênero da "conversação sacra" mais estabelecida, "Virgem entre mulheres jovens" tornou-se popular na Alemanha e nos Países Baixos no século XV. Convencionalmente estabelecido dentro de um jardim fechado (Hortus conclusus), a Virgem e a Criança sempre foram mostradas com os santos Catarina e Barbara, o casamento místico de Catarina foi freqüentemente mostrado, enquanto os santos da Virgem também podem ser adicionados ao agrupamento. Muitas vezes referido como o "Casamento místico de Santa Catarina", o próprio casamento é um grande número de representações iconográficas no painel, que pode ser particularmente importante para as freiras, que, como Catarina, viram-se devotas com Cristo.
Os dois, João Batista e João Evagelista ficam a ambos lados do trono. À esquerda, João Batista aponta para o Menino Cristo e segurando um cajado, com seu cordeiro ao lado dele; João Evangelista, segurando o cálice envenenado, está à direita.  Um anjo vestido com brocado dalmático de ouro, toca um órgão portátil na frente de João Batista; outro anjo, vestindo uma alva simples e segurando o Livro da Sabedoria para a Virgem, está na frente de João Evangelista. 
As telhas são decorativas e o trono da Virgem fica em um "tapete Memling" que se estende quase à frente do espaço pictórico, com um paisagem urbana de fundo. A cidade é provavelmente o Bruges do século XV e contém cenas contemporâneas, bem como episódios das vidas de dois santos. João Batista é mostrado em um deserto, pregando a uma multidão, levado à prisão e queimando fogo. João Evangelista é colocado em uma igreja com sua esposa e discípulos ajoelhados atrás dele, saindo para Patmos e imersos em óleo queimando. 
As atividades mais mundanas e seculares estão segundo plano, como evidenciado pela imagem da grua usada pelo hospital para medir e preencher barris de vinho, colocando a visão espiritual do retábulo em um contexto mundano. A medição do vinho foi uma concessão lucrativa dada ao hospital pelas autoridades da cidade em meados dos anos 1300 e na década de 1470 o hospital garantiu o direito de pescar no rio Reye  - ambas as atividades mostradas no fundo distante. A figura do padre do hospital foi identificada como Jan Floreins ou Josse Willems; ambos ocuparam o cargo de medidor de vinho do hospital e, portanto, foram associados à grua. 